# Breaking Me
Singles par Topic
Sólo contigo
(2018) Like I Love You
(2020)
Singles par A7S
Hey Baby
(2019) Why Do You Lie to Me
(2020)
Clip vidéo
[vidéo] « Breaking Me », sur YouTube
Breaking Me est une chanson du disc-jockey allemand Topic et du chanteur suédois A7S. Elle est sortie le 19 décembre 2019 en single. Depuis sa sortie, la chanson a atteint le numéro un des classements en Belgique (Wallonie), en Hongrie, au Portugal, en Roumanie, en Slovénie, ainsi que le top 10 dans de nombreux autres pays.

## Liste de titres
| 1. | Breaking Me | 2:46 |

| 1. | Breaking Me (Hugel Remix)        | 2:51 |
| 1. | Breaking Me (Riton Remix)        | 3:22 |
| 1. | Breaking Me (RetroVision Remix)  | 3:27 |
| 1. | Breaking Me (version acoustique) | 2:47 |

## Crédits
Crédits adaptés depuis Tidal.
- Topic – écriture, composition, production, mixage audio, personnel du studio
- Alexander Tidebrink (A7S) – voix, écriture, composition
- Molly Irvine – écriture, composition
- René Miller – écriture, composition
- Lex Barkey – ingénieur en mastering, personnel du studio

## Classements et certifications

### Classements hebdomadaires
| Classement (2020)                       | Meilleure position |
| --------------------------------------- | ------------------ |
| Allemagne (GfK Entertainment)           | 3                  |
| Australie (ARIA)                        | 4                  |
| Autriche (Ö3 Austria Top 40)            | 2                  |
| Belgique (Flandre Ultratop 50 Singles)  | 3                  |
| Belgique (Flandre Ultratop 50 Dance)    | 1                  |
| Belgique (Wallonie Ultratop 50 Singles) | 1                  |
| Belgique (Wallonie Ultratop 50 Dance)   | 1                  |
| Bulgarie (Prophon)                      | 1                  |
| Canada (Hot 100)                        | 9                  |
| Croatie (HRT)                           | 3                  |
| Danemark (Tracklisten)                  | 7                  |
| Écosse (OCC)                            | 3                  |
| Espagne (Promusicae)                    | 36                 |
| Estonie (Eesti Tipp-40)                 | 10                 |
| États-Unis (Hot 100)                    | 71                 |
| États-Unis (Hot Dance/Electronic Songs) | 3                  |
| États-Unis (Pop Airplay)                | 18                 |
| Finlande (Suomen virallinen lista)      | 12                 |
| France (SNEP)                           | 14                 |
| France (SNEP Ventes)                    | 9                  |
| Grèce (IFPI)                            | 5                  |
| Grèce (IFPI Airplay)                    | 14                 |
| Hongrie (Rádiós Top 40)                 | 1                  |
| Hongrie (Dance Top 40)                  | 2                  |
| Hongrie (Single Top 40)                 | 1                  |
| Hongrie (Stream Top 40)                 | 2                  |
| Irlande (Irish Singles Chart)           | 3                  |
| Islande (Tónlistinn)                    | 6                  |
| Israël (Media Forest)                   | 1                  |
| Italie (FIMI)                           | 7                  |
| Lettonie (LAIPA)                        | 42                 |
| Liban (OLT20)                           | 2                  |
| Lituanie (AGATA)                        | 5                  |
| Mexique (Monitor Latino)                | 13                 |
| Norvège (VG-lista)                      | 9                  |
| Nouvelle-Zélande (RMNZ)                 | 7                  |
| Pays-Bas (Nederlandse Top 40)           | 2                  |
| Pays-Bas (Airplay Top 40)               | 2                  |
| Pays-Bas (Single Top 100)               | 5                  |
| Pologne (ZPAV)                          | 2                  |
| Portugal (AFP)                          | 1                  |
| Roumanie (Airplay 100)                  | 1                  |
| Royaume-Uni (UK Singles Chart)          | 3                  |
| Russie (Tophit Radio Top 100)           | 2                  |
| Serbie (Radiomonitor)                   | 3                  |
| Slovaquie (IFPI Rádio)                  | 1                  |
| Slovaquie (IFPI Singles Digitál)        | 4                  |
| Slovénie (SloTop50)                     | 1                  |
| Suède (Sverigetopplistan)               | 11                 |
| Suisse (Schweizer Hitparade)            | 4                  |
| Tchéquie (IFPI Rádio)                   | 4                  |
| Tchéquie (IFPI Singles Digitál)         | 4                  |
| Ukraine (Tophit Radio Top 100)          | 2                  |

### Certifications
| Région | Certification | Ventes/Streams |
| --- | ------------- | -------------- |
| Allemagne (BM)                                                                                            | Or            | 200 000^       |
| Australie (ARIA)                                                                                          | Platine       | 70 000‡        |
| Autriche (IFPI Autriche)                                                                                  | Platine       | 30 000‡        |
| Belgique (BEA)                                                                                            | Platine       | 40 000*        |
| Canada (Music Canada)                                                                                     | 2 × Platine   | 160 000‡       |
| Danemark (IFPI Danemark)                                                                                  | Or            | 45 000‡        |
| Espagne (Promusicae)                                                                                      | Or            | 20 000‡        |
| France (SNEP)                                                                                             | Or            | 100 000‡       |
| Italie (FIMI)                                                                                             | Platine       | 70 000‡        |
| Nouvelle-Zélande (RMNZ)                                                                                   | Or            | 15 000*        |
| Portugal (AFP)                                                                                            | Platine       | 10 000‡        |
| Royaume-Uni (BPI)                                                                                         | Platine       | 600 000‡       |
| *Ventes selon la certification xNon précisé par la certification ‡ventes/streaming selon la certification |               |                |

## Historique de sortie
| Pays / Région | Date             | Format                       | Label                   | Réf.   |
| ------------- | ---------------- | ---------------------------- | ----------------------- | ------ |
| Divers        | 19 décembre 2019 | - Téléchargement - streaming | Virgin                  | [ 1 ]  |
| États-Unis    | 7 juillet 2020   | Diffusion radio              | - Astralwerks - Capitol | [ 68 ] |